# Ohrgitter-Harnischwelse
Die Ohrgitter-Harnischwelse (Otocinclus), umgangssprachlich auch „Zwergsauger“ oder schlicht „Otos“, sind eine Gattung der Harnischwelse (Loricariidae). Der wissenschaftliche Name stammt von ous = „Ohr“  und  kinklis = „Gitter“ und bezieht sich auf den gitterartigen Hinterschläfenknochen (Posttemporale).

## Verbreitung
Ohrgitter-Harnischwelse leben in Südamerika, westlich der Andenkordilleren, Brasilien, Kolumbien, Venezuela, Paraguay, Ecuador, Peru und Bolivien (Amazonas, Río de la Plata), in Waldbächen und kleinen Flüssen mit dichter Ufervegetation, zwischen Totholz und Wasserpflanzen.

## Merkmale
Ohrgitter-Harnischwelse sind kleine Fische, ihre Größe liegt zwischen 2,4 (O. tapirape) und 5,5 cm (O. flexilis). Ihr Körper ist gestreckt und vorne etwas abgeflacht. Der Schwanzstiel der Tiere hat einen fast rechteckigen Querschnitt. Auf der Bauchseite werden die für die Harnischwelse typischen Knochenschilde durch nackte Zonen unterbrochen.
Wie ihre Verwandten, die Familie der Panzer- und Schwielenwelse, handelt es sich bei Otocinclus um Darmatmer, was ihnen das Überleben in relativ sauerstoffarmen Gewässern erlaubt.

## Ernährung
Ohrgitter-Harnischwelse sind sogenannte Aufwuchsfresser. Neben Jungalgen fressen sie Pflanzenreste und Totholz. Dabei besteht ein wichtiger Teil ihrer Ernährung aus den darauf lebenden Mikroorganismen. Der im Handel sehr beliebte Zierfisch wird dort gerne als Alles- und Algenfresser beworben, was häufig zu einer falschen Fütterung der empfindlichen Tiere führt. Ein Einsetzen der Tiere sollte nur in vollständig eingefahrene Aquarien stattfinden, da der Aufwuchs als Nahrungsgrundlage sich anfangs nur langsam einstellt.

## Fortpflanzung
Die Ohrgitter-Harnischwelse reagieren auf Luftdruckänderung und Temperaturschwankungen gefolgt von schwebestoffreichem Wasser, welche in der Regenzeit auftreten. Nachdem die Tiere diese Veränderungen wahrgenommen haben, fangen die Männchen an den Weibchen hinterherzujagen. Wenn die Weibchen nun die Eier gut geschützt zwischen Steinen und Wurzeln abgelegt haben, befruchten die Männchen die Eier. Nach etwa 3 bis 4 Tagen sind die Larven geschlüpft und fangen nach einigen Tagen an frei zu schwimmen. Eine Vermehrung in Gefangenschaft findet nur in den seltensten Fällen statt, bei den im Handel erhältlichen Tieren handelt es sich nahezu ausschließlich um Wildfänge.

## Systematik

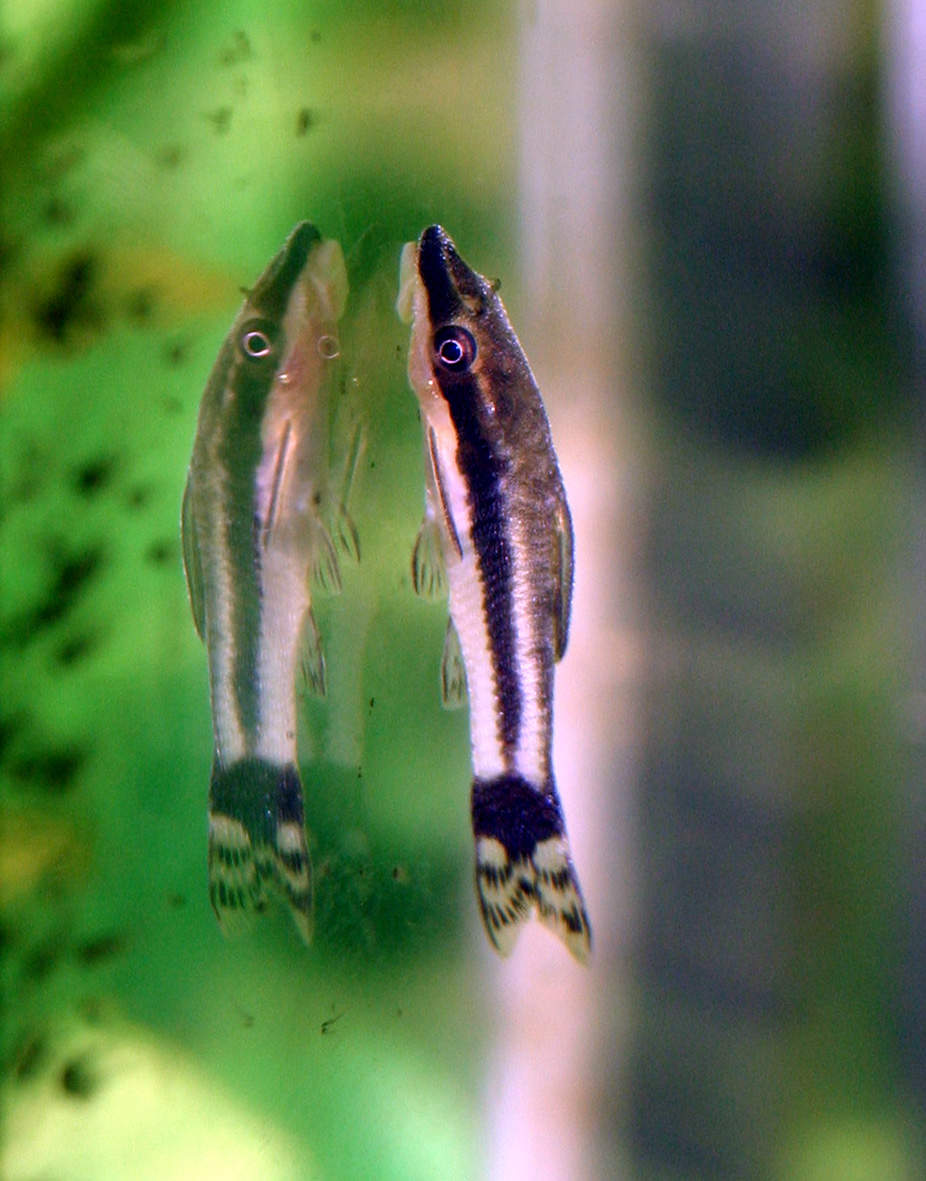
Otocinclus sp.

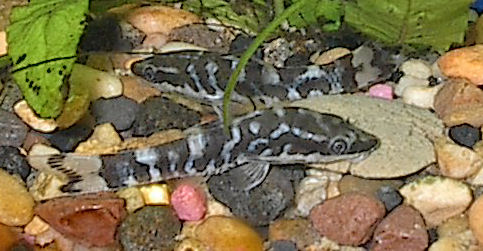
Otocinclus cocama

Bislang sind 20 Arten klassifiziert:
- Otocinclus affinis (golden otocinclus) Steindachner, 1877
- Otocinclus arnoldi Regan, 1909
- Otocinclus batmani Lehmann A., 2006[9]
- Otocinclus bororo Schaefer, 1997
- Otocinclus caxarari Schaefer, 1997
- Otocinclus cocama Reis, 2004
- Otocinclus flexilis Cope, 1894
- Otocinclus hasemani Steindachner, 1915
- Otocinclus hoppei Miranda Ribeiro, 1939
- Otocinclus huaorani Schaefer, 1997
- Otocinclus juruenae Ribeiro & Lehmann, 2016[10]
- Otocinclus macrospilus Eigenmann & Allen, 1942
- Otocinclus mangaba Lehmann A., Mayer & R. E. dos Reis, 2010 [11]
- Otocinclus mariae Fowler, 1940
- Otocinclus mimulus Axenrot & Kullander, 2003
- Otocinclus mura Schaefer, 1997
- Otocinclus tapirape Britto & Moreira, 2002
- Otocinclus vestitus Cope, 1872
- Längsstreifen-Ohrgitterharnischwels (Otocinclus vittatus) Regan, 1904
- Otocinclus xakriaba Schaefer, 1997